# Stefan Volzer
Stefan Volzer (* 16. August 2000 in Stuttgart) ist ein deutscher Leichtathlet.

## Karriere
Volzer belegte Platz sechs bei den U18-Weltmeisterschaften 2017 im 110-Meter-Hürdenlauf. Bei den U20-Europameisterschaften 2019 belegte er in dieser Disziplin den fünften Platz. 2020 wurde er deutsche Vizehallenmeister über 60 Meter Hürden. Bei den Deutschen Meisterschaften 2022 gewann er die Bronzemedaille über 110 Meter Hürden. 2024 wurde er wieder Deutscher Vizehallenmeister über 60 Meter Hürden.